# Cutomu Nihei
Cutomu Nihei (jap. 弐 瓶 勉 Nihei Tsutomu, * 26. února 1971) je japonský mangaka, kterému se podařilo uspět i v USA.

## Začátky
Poté, co vystudoval architekturu se rozhodl, že zkusí štěstí v New Yorku jako architekt. Chvíli tam pracoval, ale když zjistil jak to tam chodí, vrátil se zpět do Japonska. Tam se rozhodl stát se komiksovým tvůrcem a nastoupil do redakce časopisu Gekkan Afternoon (nakladatelství Kódanša). Nejprve pracoval jako asistent tvůrce Cutomu Takahašiho, autora mangy Džiraišin. Tato spolupráce velmi ovlivnila jeho styl kreslení postav. Později debutoval v Gekkan Afternoon svým prvním dílem Blame!.
Cutomu přiznává, že ho ovlivnil styl bande dessinée (francouzsky komiksový strip), zatímco jeho první vášeň, architektura hraje významnou roli při vytváření pozadí.

## Práce
- Blame!

(ブ ラ ム!) Debutová manga a zároveň jeho nejúspěšnější práce. Blame! má 10 dílů. Je to o osamělé postavě jménem Killy, která putuje zdánlivě nekonečnými chodbami struktury a hledá člověka, který by měl čistý Terminálový gen, který umožňuje přístup do virtuálního prostoru nazývaný Net Sphere. Během svého putování potká vědkyni Cibo, která se k němu přidá a pomůže mu s jeho pátráním. Atmosféra je zde velmi temná, až depresivní.
- Noise

(ノ イ ズ) Noise je manga, která se odehrává chronologicky ještě před Blame! Poradcům. Tato manga byla však vydána až po prvních dílech Blame !.
- Blame! Academy

Kratší parodie na mangu Blame !, kde jsou všechny postavy zasazené do nezvyklé role studentů a učitelů.
- Biomega

(バ イ オ メ ガ) Zjevně se celý příběh odehrává ve stejném světě jako Blame!. Nicméně tento projekt je zrušen.
- Net Sphere Engineer

Příběh se zjevně odehrává ve stejném světě jako Blame! nějaký čas po skončení série Blame!
- Wolverine: Snikt!

Cutomu dostal nabídku od Č.B. Cabulski, aby udělal nějaký příběh z prostředí X-Menů a jako fanoušek postavy Wolverine skočil hned po této šanci a vytvořil tuto plně barevnou mangu pro Marvel.